# Theâtre Tremont de Boston
Le théâtre Tremont de Boston, est un théâtre américain ouvert en 1889 situé au 179, Tremont Street de Boston dans l'État du Massachusetts.

## Histoire
Le théâtre Tremont, conçu par le cabinet d'architectes J.B. McElfatrick and Sons, ouvre ses portes en 1889.

### Quelques célébrités internationales
Henry Irving, Ellen Terry, Coquelin, Sarah Bernhardt, Mounet-Sully, Rejane, etc.

### Quelques dates
- Le 7 septembre 1908, débuts des représentations de la Veuve Joyeuse, opérette de Franz Lehar[3].
- Le 9 janvier 1911, représentation des Ziegfeld Follies de 1910[4].
- Le 4 novembre 1912, début des représentations de la comédie The Rainbow de A.E Thomas[5].
- En 1913, il est aménagé pour permettre des projections de films[2].
- La salle va connaitre un épisode retentissant, le 17 avril 2015, la projection du film raciste du réalisateur D. W. Griffith, Naissance d'une nation, suscite une réaction de la communauté afro-américaine qui veut interdire sa projection. William Monroe Trotter, figure majeure de la communauté afro-américaine de Boston, prend la tête d'une manifestation qui envahit la salle. Deux cents policiers sont appelés pour les évacuer, Monroe Trotter et onze autres manifestants sont arrêtés. Devant l'hostilité envers le film, James Michael Curley, le maire de Boston ferme la salle, le lendemain, le gouverneur du Massachusetts David I. Walsh, lui prend le pas et  promulgue une loi interdisant les films pouvant provoquer des incidents racistes, mais sa loi est invalidée comme étant inconstitutionnelle. Parallèlement, Mary Childs Nerney, secrétaire générale de la NAACP, écrit une lettre ouverte à la commission de la censure pour obtenir des coupures plus significatives, qu'elles nuiraient en rien au succès du film qui engrange des profits remarquables[6],[7],[8].
- Le 20 avril 1914, début des représentations de la pièce The Auctioneer de Lee Arthur et Charles Klein (en)[9].
- De 1918 à 1919, début des représentations de la comédie musicale Glorianna de Rudolf Friml et Catherine Chisholm Cushing (en) avec en vedette Fritzi Scheff (en)[10].
- En 1927, y est projeté le premier film parlant Le Chanteur de jazz[2].
- En 1947, le Théâtre Tremont est réaménagé par le cabinet d'architectes William Risemen Associates pour rouvrir sous le nom d'Astor Theatre[11].
- En 1983, à la suite d'un incendie, le théâtre est démoli, à sa place est construit un cinéma multiplex, le Loews Boston Common[11].